# Ensio Rislakki
Henrik Ensio Rislakki (till 1934 Svanberg), född 14 februari 1896 i Hausjärvi, död 30 januari 1977 i Helsingfors, var en finländsk författare och tidningsman.
Rislakki verkade inom finsk veckopress bland annat som chefredaktör för Seura (1935–1940) och för Suomen Kuvalehti (1952–1960). Han utgav en rad kåserisamlingar (från 1927 under pseudonymen Valentin), romaner, reseskildringar, pojkböcker, memoarer med mera och framträdde även som dramatiker med skådespel, som behandlade både vardagliga och exotiska motiv. Till hans mest kända pjäser hör komedin Ruma Elsa (1949, svensk översättning Fula Elsa, 1989), som både filmatiserats och framförts som musikal.